# Zapata (film)
Zapata (titlul original: în spaniolă Emiliano Zapata) este un film dramatic mexican, realizat în 1970 de regizorul Felipe Cazals, scris, produs și interpretat de Antonio Aguilar în rolul gherilerului Emiliano Zapata, alți protagoniști fiind actorii Jaime Fernández, David Reynoso, Patricia Aspíllaga.
Unul dintre primele epopei pe scară largă, costisitoare și neconvenționale, realizate vreodată în Mexic, filmul i-a oferit lui Aguilar o șansă să-și înfățișeze personajul revoluționar preferat. Aguilar a evitat să cânte în film, pentru a oferi filmului mai mult realism, deși proiectul finalizat nu i-a plăcut.

## Conținut
Mexic 1909: Regimul dictatorului Porfirio Diaz este brutal, fermierii indieni sunt expropriați. Emiliano Zapata este ales în consiliul satului său și se ridică împotriva marilor proprietari de pământ. Nenumărați fermieri îl urmează. Zapata se căsătorește cu frumoasa Josefa, pentru a cărei familie lucrase ca argat. În 1910, împreună cu oamenii săi s-a alăturat armatei condusă de locotenentul Francisco Madero. Cu 20.000 de oameni se duc în Ciudad de México și îl răstoarnă pe Diaz. Madero devine președinte, dar fiind la scurt timp asasinat, nimic nu se schimbă. Zapata dezamăgit este și el trădat, atras într-o capcană și eliminat.

## Distribuție
- Antonio Aguilar – Emiliano Zapata
- Jaime Fernández – Montaño, președintele
- Mario Almada – Eufemio Zapata, fratele mai mare al lui Emiliano
- Patricia Aspíllaga – Josefa Espejo
- David Reynoso – Pancho Villa
- Jorge Arvizu – locotenentul Francisco Madero
- Enrique Lucero – Jesús Guajardo
- Alfredo Wally Barrón
- José Baviera
- Jorge Bekris
- Gregorio Casal
- Mario Casillas
- Carlos Castañón
- Farnesio de Bernal
- Ricardo de Loera
- Carlos Fernandez
- Juan Gallardo
- Rogelio Gaona
- Ernesto Gómez Cruz
- Aarón Hernán
- Estela Inda
- Sergio Jiménez
- Ramón Menéndez
- Marta Zamora
- Javier Ruán

## Lansare
Filmul Zapata a avut premiera în Mexic pe data de 20 noiembrie 1970.
În România premiera filmului a avut loc la data de 27 ianuarie 1975 la cinematograful „Scala” din capitală.